# Школа Сидзё
Школа Сидзё (яп. 四条派 Сидзё:-ха), также известная как Маруяма-Сидзё — японская художественная школа, зародившаяся в XVIII веке.
Основателями школы живописи Маруяма-Сидзё в конце XVIII века стали Маруяма Окё и его бывший студент и друг Мацумура Госюн. Школа стала одним из подразделений школы Киото, объединявшей в себе несколько художественных школ различных стилей. Название школы Сидзё взято от улицы Сидзё в Киото («Четвёртая улица»), где проживали многие известные художники. У школы было множество благодетелей среди богатых купцов и аристократов, проживавших в Киото и Осаке. Стиль школы Сидзё оказал сильное влияние на живопись в Киото в период Эдо; в период Мэйдзи её возродил Коно Байрэй.

## Стиль

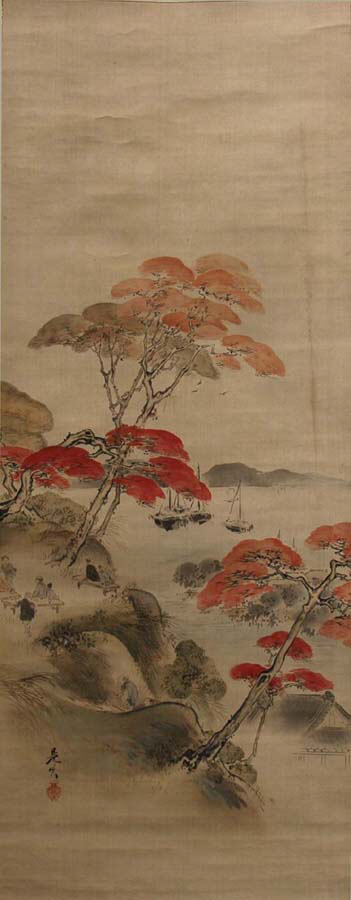
Сибата Дзэсин, Клён над храмом Кайъан-дзи

Стилистически, общую манеру живописи школы Маруяма-Сидзё можно описать как объединение двух конкурирующих стилей того времени. Маруяма Окё был опытным художником и экспертом в технике суми-э. Его произведения были близки к реализму; для него было важно непосредственное наблюдение за предметом картины, что было прямым противопоставлением стилю двух школ, господствовавших в то время. Школы Кано и Тоса проповедовали декоративный стиль, формализованные и стилизованные изображения объектов, а также обучение художников через копирование старых работ мастеров. Эти две школы стали синонимом жёсткого формализма. Тем временем, ряд художников, выступавших против реализма Маруямы Окё, сформировали свою школу Нанга, стилистически базировавшуюся на принципах Южной школы китайской живописи. Художники школы Сидзё попытались примирить эти два направления, создавая работы, объединявшие в себе черты стилей обеих школ.
Стиль школы Сидзё фокусируется на предметном реализме, привнесённом с запада, но средствами достижения служит традиционный японский декоративный стиль и техники живописи. Он меньше концентрируется на точности изображения объекта, но больше стремится передать его дух и часто содержит элементы юмора и игривости, в отличие от произведений Маруямы Окё. Популярными мотивами являются пейзажи, цветы и птицы, животные, сюжеты из китайской поэзии; сюжеты из легенд, истории и классической литературы практически не находят отражения.

## Художники
Одним из самых известных представителей школы Сидзё был художник-анималист Мори Сосэн, признанный мастер в рисовании обезьян. Сибата Дзэсин также ассоциируется со школой Сидзё, но он работал и в других стилях и направлениях.
- Мацумура Госюн
- Маруяма Окё
- Мори Сосэн
- Кикути Ёсай
- Косон Охара
- Сибата Дзэсин[англ.]
- Кадзан Ватанабэ